# Kronika Warszawy
Kronika Warszawy – czasopismo wydawane przez Archiwum Państwowe m.st. Warszawy i Dom Spotkań z Historią. 

## Opis
Czasopismo zostało założone w 1970 roku. 
Zajmuje się tematyką warszawską – kulturą, historią, zabytkami stolicy, archiwaliami. Odnotowuje ważniejsze wydarzenia, imprezy kulturalne, wystawy (dział Kronika wydarzeń), wymienia opublikowane wydawnictwa o Warszawie (dział Bibliografia varsavianów), zamieszcza recenzje, informuje o śmierci osób zasłużonych dla miasta.
Publikacja współfinansowana jest przez Miasto Stołeczne Warszawę. Kronika Warszawy jest rozsyłana do bibliotek i instytucji publicznych w Warszawie, jest też dostępna w Archiwum Państwowym m.st. Warszawy. Wybrane numery Kroniki dostępne są w Internecie. 
W przeszłości Kronika Warszawy wydawana była przez ówczesne Państwowe Wydawnictwo Naukowe (przekształcone później w Wydawnictwo Naukowe PWN), w 1978 nakład wynosił 1.600 egzemplarzy.
Z czasopismem związani są lub byli m.in. Julian Marian Auleytner, Piotr Biegański, Jan Maciej Chmielewski, Teresa Czarnecka-Duriat, Janusz Durko, Juliusz Wiktor Gomulicki, Andrzej Jonas, Andrzej Karpiński, Ryszard Kołodziejczyk, Jerzy Lileyko, Jerzy Majewski, Andrzej Rottermund, Małgorzata Sikorska, Andrzej Sołtan, Aleksandra Sołtan-Lipska, Beata Wieczorek, Ryszard Wojtkowski i Andrzej Zahorski.